# Марк Оклатіній Адвент
Марк Оклатіній Адвент (лат. Marcus Oclatinius Adventus; близько 160 — після 218) — державний та військовий діяч Римської імперії, консул 218 і 219 років.

## Життєпис
Походив з бідної плебейської родини. Народився  близько 160 року, можливо в провінції Африка. Службу розпочав як субальтерн, виконував обов'язки ката. За часів боротьби імператора Луція Септимія Севера за владу вступив у військо та проявив себе у битвах. Очолював загони з іноземних найманців (федератів). У 205–207 роках на посаді прокуратора служив у Британії при пропреторі-легаті Луції Алфені Сенеціоні.
У 216 році імператор Каракалла призначає Адвента префектом преторія, разом із Марком Опеллієм Макріном. Брав участь у поході проти Парфії. За свою службу отримав консульські значки. Після вбивства Каракалли підтримав нового імператора Макріна, відмовившись стати імператором. Останній у 218 році призначив Адвента префектом Риму та членом сенату. Того ж року став консулом, разом із Макріном.
Після вбивства Макріна зумів зберегти свій вплив при новому імператора Геліогабалі. У 219 році разом з імператором другий раз став консулом. Про подальшу долю Оклатілія немає відомостей.